# Giulio Volpi
Giulio Volpi (Bracciano, 1º giugno 1877 – Amelia, 22 luglio 1947) è stato un avvocato, politico e antifascista italiano.

## Biografia
Figlio di Antonio Volpi, già consigliere comunale nella giunta guidata da Paolo Traversini, primo sindaco di Bracciano dopo l'annessione al Regno d'Italia, Giulio Volpi studiò giurisprudenza a Roma per poi dedicarsi alla professione forense nel suo paese natale, dove per vari anni ricoprì le cariche di assessore e presidente del consiglio comunale, arrivando a rivestire temporaneamente le funzioni di sindaco tra il settembre e il dicembre 1903 a seguito delle dimissioni del sindaco Galgano Ceccherini.
Candidatosi alla Camera dei Deputati con il Partito Socialista nella circoscrizione di Civitavecchia alle elezioni del 1909 e del 1913, fu sconfitto ad entrambe le tornate dal liberale Carlo Calisse. Ardente sostenitore della causa contadina, negli stessi anni riuscì a far assolvere quattordici contadini per l'occupazione di una grande proprietà dei Brancaccio a Roviano, nell'alta valle dell'Aniene, pronunciandosi più volte a favore della distribuzione gratuita delle terre incolte ai contadini, come avvenne nel corso di un comizio a Tivoli nel 1912. Il 3 marzo 1920 sposò a Roma Augusta Martinetti da cui ebbe due figli, Marx e Bruno.
Le elezioni del 1919 videro una considerevole affermazione dei socialisti, assieme al neonato Partito Popolare di ispirazione cattolica, e con essa l'elezione di Giulio Volpi alla Camera, il quale viene rieletto nel 1921 e nel 1924, rispettivamente per la XXV, XXVI e XXVII legislatura. 
A riprova del forte consenso di cui godette nel suo paese natale, pare che siano stati effettuati arresti di militanti socialisti per il semplice possesso di una sua fotografia. La rielezione del 1924 avvenne tra le file di "Unità Proletaria", lista composta da ex socialisti confluiti nel Partito Comunista d'Italia: ancor prima di prendere nuovamente possesso del seggio parlamentare, fu arrestato per qualche giorno per aver tenuto un comizio in occasione della festa dei lavoratori, nonostante il divieto fascista.
A seguito del precipitare degli eventi dovuto alla secessione aventiniana, all'omicidio Matteotti e all'entrata in vigore delle "leggi fascistissime", il parlamento venne sciolto, i deputati aventiniani considerati decaduti e gli antifascisti perseguitati: Giulio Volpi fu arrestato l'8 novembre 1926 e condannato al confino dal tribunale speciale. In una sua lettera da Ustica datata 19 dicembre 1926 e indirizzata alla cognata Tatiana Schucht, Antonio Gramsci ricorda di aver condiviso il disagio del viaggio di trasferimento dal carcere Regina Coeli di Roma all'Ucciardone di Palermo con quattro ex deputati comunisti, tra i quali Guido Picelli, ardito del popolo ed eroe delle barricate di Parma, e l'illustre avvocato braccianese.
Volpi trascorse i successivi cinque anni tra Favignana, Lipari (dove il suo arrivo assieme ad Emilio Lussu è ricordato da quest'ultimo in Marcia su Roma e dintorni) e Ponza, dove conobbe l'ex Gran Maestro del Grande Oriente d'Italia Domizio Torrigiani; trascorse poi i successivi anni di confino ad Amelia, in provincia di Terni, dove una lapide ricorda la sua permanenza in Via del Crocifisso, 4. Ritiratosi in pensione nella cittadina umbra, Giulio Volpi morì il 22 luglio 1947, e venne seppellito a Bracciano.
A Giulio Volpi furono intitolate una strada nel centro di Bracciano e la locale sezione del Partito Comunista Italiano. Il figlio Marx, così chiamato in onore del grande filosofo tedesco, fu consigliere comunale a Bracciano per oltre vent'anni e anche consigliere provinciale nelle liste del Partito Comunista Italiano.